# Кореняк Сергій Герасимович
Се́ргій Ге́расимович Ко́реняк (7 (20) жовтня 1907, Кам'янське, Катеринославський повіт Катеринославська губернія, нині Дніпропетровська область — 23 квітня 1987, Київ) — український режисер, кінодокументаліст. Член Спілки кінематографістів України, Спілки кінематографістів СРСР (1958). Учасник другої світової війни. Нагороджений орденом Червоної Зірки та медалями. Батько української акторки Ірини, тесть українського актора та режисера Анатолія Кравчуків.

## Життєпис
Народився 7 жовтня 1907 року в селищі Кам'янське на Дпіпропетровщині у робітничій родині. У 1923—1925 роках навчався у Харківському музично-драматичному інституті, закінчив Одеський кіноінститут (1929; викладач Вадим Юнаковський). 
Від 1926 року працював з перервою на Одеській кіностудії: актор, режисер (1929—1930), режисер науково-популярних фільмів (1933—1941), асистент режисера (1936—1940); режисер Київської кінофабрики (1932—1933), студії «Київнаукфільм» (1946—1975).
Помер 23 квітня 1987 року. Похований у Києві.

## Доробок
Створив стрічки: «Штурм» (1930), «Машиніст важкої врубової машини» (1933), «Техніка вирощування поросят» (1934), «Боротьба з туберкульозом» (1935), «На колгоспній пасіці» (1946), «Нове в містобудуванні» (1947), «Іркліївські свинарі» (1948), «Летавські цукроводи» (1949), «На колгоспній птахофермі» (1950—1951), «Техніка безпеки в шахтах Донбасу» (1953), «Резерви в свиновиробництві» (1955), «Квадрати — на бурякові лани» (1956—1957), «Машини для підземного видобутку вугілля» (1958; бронз. медаль і диплом Міжнародний кінофестиваль науково-технічних фільмів, Будапешт, 1959), «За високий збір меду і воску» (співавт.), «В одному військовому містечку» (обидві — 1959; почесна грамота Кінофестивалю наукових фільмів, Київ, 1960), «Вікно в день завтрашній» (1960; 1-е місце і почесна грамота Декади української літератури і мистецтва, Москва, 1960), «Азовське море» (1961), «Качки на суходолі» (1965), «Міжпородне схрещування великої рогатої худоби» (1966), «Хімічні засоби захисту сільськогосподарських рослин», «Завжди в дорозі» (обидві — 1967), «Птаховиробництво — на промислову основу!» (1968), «Асканія-Нова» (1969), «Завжди в дозорі» (1970; диплом 1-го ступеня Міжнародний кінофестиваль наукових фільмів, м. Карлові Вари, Чехословаччина, нині Чехія, 1970), «Перезимування і урожай озимини» (1972), «Фабрика овочів» (1973), «Техніка безпеки у виробництві синтетичного каучуку» (1972—1973), «Ціна гектара» (1974), «Ліфти сьогодні і завтра», «Вертикальний транспорт» (обидві — 1975). 
Знявся у фільмах «Млин на галявині», «Блукаючі зірки», «Спартак».
Асистував відомому українському режисеру Іванові Кавалерідзе під час зйомок кінострічок «Злива» (1929) та «Перекоп» (1930).